# Gorčika
Gorčika (dušica, lat. Prenanthes), rod glavočika jezičnjaća iz podtribusa Lactucinae, dio tribusa Cichorieae.
Kew na popisu ima  9 vrsta trajnica iz Europe i nekih dijelova Azije i Afrike. U Hrvatskoj raste samo jedna vrsta crvena gorčika ili skrbozubac (Prenanthes purpurea)

## Vrste
1. Prenanthes purpurea L.

Vrste koje treba prebaciti u druge rodove
1. Prenanthes hookeri C.B.Clarke ex Hook.f.
2. Prenanthes nothae Kurz
3. Prenanthes subpeltata Stebbins